# Alyson Dixon

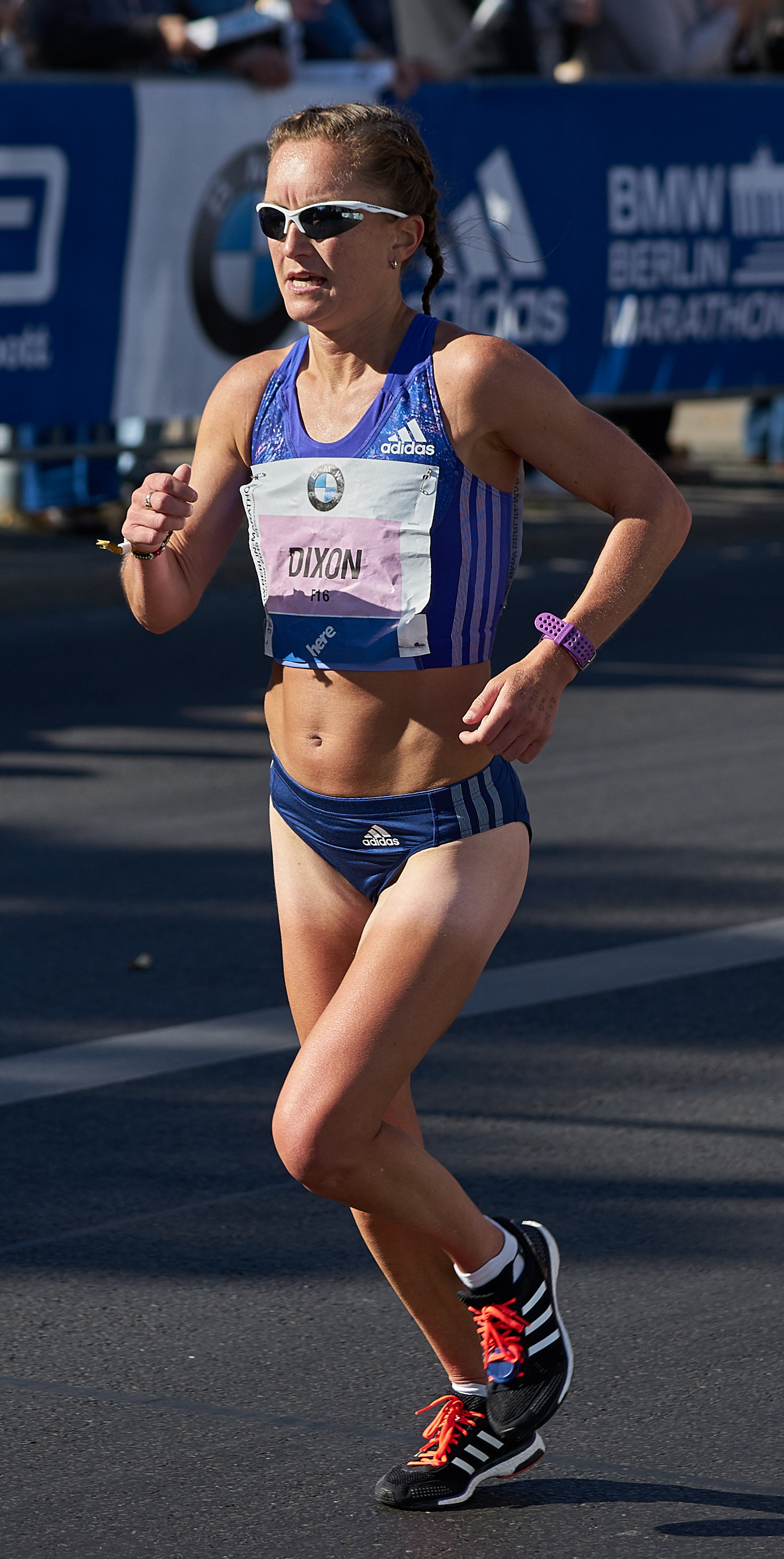
Alyson Dixon beim Berlin-Marathon 2015

Alyson Dixon (* 24. September 1978 in Sunderland) ist eine britische Marathonläuferin.
2009 wurde sie Sechste beim Bristol-Halbmarathon und kam bei den Halbmarathon-Weltmeisterschaften in Birmingham auf den 45. Platz.
2010 belegte sie beim London-Marathon Platz 27, beim New-York-City-Marathon Platz 29 und Achte beim Great North Run. Im Jahr darauf wurde sie Zweite beim Bath-Halbmarathon und qualifizierte sich durch einen Sieg beim Brighton-Marathon für die Leichtathletik-Weltmeisterschaften in Daegu, wo sie auf dem 42. Rang einlief.
2012 kam sie in London auf den 24. Platz.
Alyson Dixon wird von Liz McColgan trainiert und startet für den Chester-le-Street & District AC.

## Persönliche Bestzeiten
- Halbmarathon: 1:10:38 h, 29. März 2014, Kopenhagen
- Marathon: 2:29:30 h, 27. September 2015, Berlin